# Yeah: The Essential Barnes & Barnes
Yeah: The Essential Barnes & Barnes è una compilation dei Barnes & Barnes pubblicata nel 2000.

## Tracce
1. Kiss Me Where It Stinks – 4:08
2. The Public Toilet – 3:12
3. Say Hello – 2:32
4. Feminine Parts – 4:41
5. Fish Heads – 2:22
6. Party in My Pants – 3:32
7. Boogie Woogie Amputee – 2:34
8. Linoleum – 4:06
9. Cats – 3:12
10. E's Epistle – 2:09
11. Work the Meat – 2:57
12. Fighting the Demon – 4:10
13. Don't Up the World – 2:50
14. If You Hurt No One – 3:43
15. Learn to Kiss the Enemy – 4:44
16. The Little Man – 1:59
17. Pineapple Princess – 3:04
18. Homophobic Dream#22 – 2:17
19. Pizza Face – 2:39
20. Sit on My Lap and Call Me Daddy – 2:55
21. So Bold – 2:44
22. Tunnel Walker – 3:36
23. What's It Like to Be You – 3:15
24. Touch Yourself – 2:56